# Нагель, Александр Борисович
Александр Борисович (Бенедиктович) Нагель (23 марта [4 апреля] 1853, Петербург — 5 [18] февраля 1908, Берлин) — швед, русский инженер-путеец, специалист по гидротехническим сооружениям и прикладным железнодорожным технологиям, начальник Санкт-Петербургского округа путей сообщения (с 1895 года), член Инженерного Совета Министерства путей сообщения, инициатор введения первых правил автомобильного движения в Санкт-Петербурге, один из строителей Рижского порта, среднеазиатских железных дорог и других железнодорожных сооружений.

## Биография
А. Б. Нагель был талантливым инженером, он сотрудничал с выдающимся инженером-мостостроителем Н. А. Белелюбским. Свободно владея несколькими европейскими языками, Александр Борисович с большой пользой содействовал развитию отечественного железнодорожного транспорта, регулярно делегировался на международные форумы. Причастен он был и к работе Русского технического общества, что имело проявление, в числе прочего, в сотрудничестве с Д. А. Лачиновым, его зятем (работа в качестве председателя Комиссии по исследованию систем и приборов освещения, одним из руководителей которой ранее был Д. А. Лачинов). Как крупный специалист в своей дисциплине, А. Б. Нагель постоянно состоял в приёмных комиссиях железнодорожных институтов. Первой женой А. Б. Нагаля была дочь генерал-майора Надежда Ивановна Иловайская, принадлежавшая к славному военному роду. Во втором браке А. Б. Нагель был женат на Елизавете Эммануиловне Кукули.
- 1877 — окончил курс наук в Императорском институте инженеров путей сообщения Императора Александра I-го, с званием гражданского инженера, с правом производства строительных работ и с правом на чин коллежского секретаря при вступлении в государственную службу.
- 1877 — 17 июня принял в совещательном присутствии при Санкт-Петербургском градоначальнике присягу на подданство России.
- 1878 — 13 сентября, коллежский секретарь, направлен в помощь инспектору работ по укреплению реки Западной Двины в пределах Рижского порта со дня определения на службу.
- 1880 — 8 мая; депутат от Министерства путей сообщения на выпускных экзаменах в Рижском Политехническом Училище.
- 1881 — 20 апреля — инспектор работ по улучшению р. Западной Двины в пределах Рижского порта.
- 1887 — 1 марта — помощник начальника работ по устройству Рижского порта; 31 декабря командирован за границу на полтора месяца в Германию и Голландию, для изучения на месте наиболее выдающихся работ в портах, преимущественно расположенных в устьях рек.
- 1888 — с 30 мая, на время отпуска Начальника работ по устройству Рижского порта, поручено исполнение его обязанностей.
- 1891 — 31 декабря — инженер V-го класса, начальник работ по устройству Рижского порта.

Санкт-Петербург 16 марта 1893 г.
№ 518 Начало работ по устройству Рижского порта.
Отношением от 5 марта с.г. за № 596 Управляющий Морским министерством уведомил товарища Министра ПС, что Начальник Балтийского лоцманского округа, встречая необходимость возложить ближайший надзор за Рижскими лоцманами временно, впредь до введения в Риге портоваго управления, на одно из местных правительственных учреждений или должностных лиц, вошел с представлением о возложении такового надзора на Ваше Высокоблагородие. Имея в виду, что Вы, производя гидротехнические работы по улучшению порта, находитесь в постоянных сношениях с лоцманами. Адмирал Чихачёв находит, что обстоятельство это, при возложении на Вас обязанностей заведывающего обществом лоцманов, должно отразиться самым полезным образом на их деятельности. На эти предложения согласились и Министры Внутренних Дел и Финансов, по сношении с ними, согласно ст. 4 положения о морских лоцманах.
На означенном отношении Управляющего Морским министерством г. Министр наложил резолюцию «Весьма рад».
— л. 137 формулярного списка о службе ДСС, инженера путей сообщения Нагеля
- 1895 — 28 апреля по распоряжению министра путей сообщения назначен представителем от Министерства в Особое при главном штабе Совещание по рассмотрению результатов трудов Высочайше утверждённой Комиссии по выбору места и системы по устройству постоянного моста через р. Амударью для Закаспийской Военной железной дороги; 10 ноября — назначен начальником Санкт-Петербургского Округа Путей Сообщения.
- 1896 — с 10 августа участвовал в Берлинской, Будапештской и Кильской выставках. «В то же время лично ознакомился на месте с действием новейших камнедробилок и усовершенствованных снарядов по удалению вычерпываемого грунта… Нагель». 16 сентября — Рапорт о возвращении из поездки, в которой был с Н. А. Белелюбским.

«Появлением автомобильных правил обязан Петербург лицу конкретному, а именно — начальнику Санкт—Петербургского округа путей сообщения А. Б. Нагелю.
Это он, „встречая надобность в передвижении чинов округа по городу на автомобилях и приобретая таковой для этой цели“, обеспокоился тем, что ничего неизвестно о порядке движения по городу подобного средства сообщения. А потому и обратился, будучи законопослушным, к градоначальнику с предложением составить на сей случай обязательное постановление.
В конце августа 1897 года градоначальник Н. В. Клейгельс передал это пожелание в городскую Управу.
Надо сказать, в то время и для управцев автомобили были в диковинку — ведь пальцев на руках хватало, чтобы сосчитать, сколько тех было в столице…»
— Наталия Гречук «Секунда истории» 
- 1899 — 15 января избран почётным членом Главного Правления Императорского Российского Общества Спасения на водах, с правом ношения серебряного знака; 18 сентября командирован министром для ознакомления с положением и устройством портовых сооружений на восточном побережье Черного моря: «осмотрены за время… командировки с 19 сентября по 30 октября с.г., портовые сооружения в Одессе, Ялте, Новороссийске, Туапсе, Поти, Батуме, а также Сухумская бухта и Сочи, причем при содействии местного инженерного начальства я ознакомился с предположениями о дальнейшем развитии перечисленных портов»; с 29 сентября назначен членом Инженерного Совета Министерства путей сообщения, с оставлением в занимаемой должности.
- 1900 — 19 января командирован «в г. Ригу для ознакомления на месте со всеми исполненными, производящимися и проектированными работами по устройству новых ст. „Рига-Товарная“ и „Рига-Порт“, в связи с вопросом о наиболее целесообразном оборудовании гавани ж.д. путями»; 11 мая — «назначен членом Комиссии, образованной под председательством члена Инженерного Совета инженера Н. А. Белелюбскаго для освидетельствования работ по сооружению постоянного моста через Амударью на Средне-азиатской железной дороге: …для разработки программы по укреплению берегов Амударьи за пределами работ, произведенных администрациею постройки моста, основываясь на полученном за последние годы научном материале и непосредственных наблюдениях над направлением и характером речного течения, изменившихся на Чарджуйском участке, вследствие возведения опор постоянного моста и построенных при нём в последнее время регуляционных сооруже-ний.»; 18 августа — «командирован в Чарджоу для выработки на месте программы мероприятий, направленных к приданию полной устойчивости существующему при Чарджоу речному руслу»;
- 1902 — 14 апреля произведён в действительные статские советники; 30 мая «повелено быть Членом инженерного Совета Министерства путей сообщения».
- 1902 — 10 июня назначен Председателем образованной при МПС Временной Комиссии по исследованию предлагаемых сему министерству изобретений и усовершенствований в области техники; 23 сентября командирован для выработки на месте окончательного проекта регуляций работ у моста через р. Сыр-Дарью, а также по дальнейшего развития и укрепления существующих регуляционных сооружений у моста через Амударью; 13 августа назначен председателем Комиссии по исследованию систем и приборов освещения — «Расширить первоначальную программу, введя в таковую также изучение новейших усовершенствований в области отопления — кн. М. И. Хилков (+ средства безопасности на ж.д.)».
- 1903 — 29 апреля министром путей сообщения назначен представителем от МПС в образованное при Отделе Промышленности Министерства Финансов Особое Совещание для обсуждения проекта правил об употреблении ацетилена, а также хранения и продажи кальция карбида; 7 мая — член экзаменационной комиссии при Институте инженеров путей сообщения Императора Александра I; 2 июля — председатель Комиссии по выработке особых Правил испытания сосудов, предназначенных для перевозки по ж.д. сгущённых и сжиженных газов; 11 июля — представитель от МПС в Техническом Совете Главного Управления Торгового Мореплавания и Портов; 13 октября назначен членом образованной при Управлении ж.д. Комиссии на обсуждение вопроса о регуляционных сооружениях у моста через Амударью Средне-Азиатской ж.д.
- 1904 — 12 января — представитель от МПС в образованной при Императорском Русском Техническом обществе Особой Комиссии для пересмотра действующего положения о привилегиях; 10 сентября назначен членом экзаменационной комиссии при Институте Инженеров Путей Сообщения Императора Александр I.
- 1906 — 14 марта по утверждённому министром путей сообщения журналу Комомитета Съездов русских деятелей по водным путям назначен членом Организационного Комитета имеющего состояться в России XI Международного Конгресса по судоходству и председателем Комитета по организации и руководству экскурсиями членов этого конгресса; 8 апреля назначен заместителем вице-председателя Комитета съездов русских деятелей по водным путям; 13 апреля — председатель экзаменационной комиссии V-го курса Института инженеров путей сообщения Императора Александра I; 18 августа командирован в качестве представителя МПС для принятия участия в занятиях жюри на Международной выставке в Милане; 17 ноября — член экзаменационной комиссии для производства выпускных испытаний студентам V-го курса Института инженеров путей сообщения Императора Александра I.
- 1907 — 12 января назначен предстателем МПС в Особое Совещание, образованное при Управлении Внутренних водных путей и шоссейных дорог на рассмотрение составленного инженером Валуевым предварительного проекта сооружения двух новых плотин на р. Мура—Габ в Мургабском Государевом имении.
- 1908 — 5 февраля умер.

Свидетельство. В Метрической книге Князь-Владимирской посольской в Берлине церкви, за 1908 г., в 3-й части «О умерших» под № 1 Мужеского пола — записано следующее: 1908 г. Февраля 4 дня. Член инженерного совета, инженер путей сообщения, ДСС Александр Борисович Нагель, 54 лет, скончался от болезни почек и переутомления. Отпет. Тело для придания земле имеет быть перевезено в Россию.
Берлин 10/23 февраля 1908 г.
— л. 197 формулярного списка о службе ДСС, инженера путей сообщения Нагеля

## Награды
- Орден Святого Владимира III и IV ст.
- Орден Святого Станислава I, II, III ст.
- Медали серебряные: на Александровской ленте в память Императора Александра III и на Андреевской ленте в память Священного коронования Императора Николая II.
- Кавалер ордена Почётного Легиона (Франция) (3.XII.1897)
- Орден Золотой звезды I-й ст.(Бухарский эмират) (8.VI.1902)